# Marc Saltet
 (juin 2020).
Si vous disposez d'ouvrages ou d'articles de référence ou si vous connaissez des sites web de qualité traitant du thème abordé ici, merci de compléter l'article en donnant les références utiles à sa vérifiabilité et en les liant à la section « Notes et références ».
Pour les articles homonymes, voir Saltet.
Marc Louis Lionel Saltet, né le 11 avril 1906 à Alger et mort le 8 mars 2008 à Paris, est un architecte français, conservateur en chef des domaines de Versailles et du Louvre et président des Académies d'architecture et des beaux-arts.

## Biographie
Fils du médecin militaire Paul Antoine Saltet et de Suzette Fanny Henriette Élisabeth Saltet (née Burnand), Marc Saltet assiste les lycées de Limoges, Bordeaux, Montpellier et Louis-le-Grand à Paris. 
Plus tard il suit les cours de l'École des beaux-arts de Paris, entre 1927 et 1931. Il reçoit son diplôme d'architecte diplômé par le Gouvernement en 1936 et reçoit, la même année, le prix Berger de l'Académie des beaux-arts.
Entre 1942 et 1946 il est chargé de mission au Commissariat à la Reconstruction.  En 1946, il est reçu au concours des architectes des bâtiments civils et palais nationaux. Il entame alors une carrière dans la conservation et la restauration des monuments du patrimoine national.
Architecte de l'Opéra de Paris de 1946 à 1953, il participe également à la reconstruction d'Amiens jusqu'en 1954. Dans la même période, il est architecte du ministère des Affaires étrangères, de 1950 à 1953 et architecte de la Chapelle expiatoire de la rue d'Anjou, à Paris, de 1951 à 1953.
Il est architecte en chef, conservateur du Domaine de Versailles et du Grand Trianon et Petit Trianon, de 1954 à 1973. Dans cette période il mène plusieurs restaurations et rénovations du château et de ses jardins. Plus tard, il devient architecte chargé du secteur sauvegardé de Montpellier, de 1967 à 1976.
De 1968 à 1976 il exerce en tant qu'architecte en chef, conservateur du Domaine national du Louvre et des Tuileries. Il est Inspecteur général des bâtiments civils et palais nationaux de 1973 à 1976. Dans les années 1970, il devient également président de l'Académie d'architecture à deux reprises, en 1973 et en 1975.
Il est élu membre de l’Académie des beaux-arts le 13 décembre 1972, section Architecture, au fauteuil 6, après le décès de Charles Lemaresquier.
De 1971 à 1972, il est architecte-coordinateur de la construction du Centre Téléphonique souterrain de Paris-Tuileries inauguré en 1973, alors le plus vaste d'Europe. De 1972 à 1974, il est coordinateur pour les études de la voie Express-Rive-Gauche, à Paris. Il devient ensuite coordinateur de l'opération des Halles de Paris, entre 1975 et 1978. Il est architecte de l'Hôtel des Monnaies et Médailles de Paris, de 1976 à 1991.
Il est élu président de l'Académie des beaux-arts pour l'année 1993.
Marc Saltet meurt le 3 mars 2008 à Paris, à l'âge de 101 ans. 

## Distinctions
- Commandeur de la Légion d'honneur (31 décembre 2001)

## Publications
- Marc Saltet, Vingt ans chez le Roi-Soleil : Souvenirs d'un architecte en chef, conservateur du domaine national de Versailles. 1954-1973, Phileas Fogg (ISBN 978-2-914498-05-0)